# George Crumb
George Crumb  (Charleston, Virginia Occidental, 24 de octubre de 1929 - Media, Pensilvania, 6 de febrero de 2022) fue un compositor estadounidense de música vanguardista.  Fue reconocido como un explorador de timbres inusuales, formas de notación alternativas, y técnicas instrumentales y vocales extendidas. Algunos ejemplos incluyen el efecto de gaviota para el chelo (Vox Balaenae [Voz de la Ballena]), vibrato metálico para el piano (Five Pieces for Piano [Cinco Piezas para Piano]), y el uso de un mazo para tocar las cuerdas de un contrabajo (Madrigals, Book I [Madrigales, Libro I]), entre muchos otros. No fue un compositor de música electrónica; sin embargo, muchas de sus piezas requieren amplificación de instrumentos, como el cuarteto de cuerdas Black Angels [Ángeles Negros] o Ancient Voices of Children (Antiguas Voces Infantiles). Crumb definió la música como “un sistema de proporciones al servicio del impulso espiritual”.

## Biografía
Nació en Charleston, Virginia Occidental, y empezó a componer a temprana edad. Inició sus estudios musicales en el Mason College of Music de Charleston, donde recibió su licenciatura en 1950. Obtuvo su maestría en la Universidad de Illinois at Urbana-Champaign, y luego estudió en Berlín brevemente antes de regresar a los Estados Unidos para estudiar en la Universidad de Míchigan, de la que recibió su D.M.A (Doctor of Musical Arts, "Doctor en Artes Musicales") en 1959. 
Se ganó la vida principalmente como profesor. Su primer trabajo como maestro fue en una pequeña universidad en Virginia, antes de convertirse en profesor de piano y composición de la Universidad de Colorado en 1959. En 1965 empezó una larga asociación con la Universidad de Pensilvania, volviéndose Profesor Annenberg de Humanidades en 1983. Algunos de sus más prominentes estudiantes incluyen a Margaret Brower, Uri Caine, Christopher Rouse, Osvaldo Golijov, Jennifer Higdon, Cynthia Cozette Lee, Yen Lu, James Primosch, Ricardo Zohn-Muldoon, Ofer Ben-Amots, Morris Rosenzweig, Andrew Frank y Gerald Levinson.
Se retiró de la enseñanza en 1997, aunque a principios de 2002 fue nombrado junto a David Burge para una residencia conjunta en la Universidad Estatal de Arizona.
Ha sido galardonado con numerosos premios, incluyendo el Premio Pulitzer de Música en 1968 por su pieza orquestal Echoes of Time and the River (Ecos de Tiempo y el Río), y el Premio Grammy a Mejor Composición Contemporánea en el 2000 por su pieza Starchild (Niño Estrella).
Su hijo, David Crumb, es un exitoso compositor y, desde 1997, profesor asistente en la Universidad de Oregón. La hija de George Crumb, Ann Crumb, es una exitosa actriz y cantante. Ella grabó su obra Three Early Songs (Tres Canciones Antiguas) para el CD George Crumb 70th Birthday Album (George Crumb Album 70 Cumpleaños (1999), y también ha interpretado su obra Unto the Hills (Hacia las Colinas) 2001.

## Obra
Después de ser influido inicialmente por Anton Webern, Crumb se interesó en explorar timbres inusuales. Pide a menudo tocar los instrumentos de manera no convencional, y varias de sus piezas están escritas para instrumentos amplificados electrónicamente. 
Su música parece a menudo referirse tanto a lo teatral de la ejecución como a la música en sí. En varias de sus piezas pide a los ejecutantes que abandonen su posición normal y que se desplacen por el escenario durante la obra. También ha utilizado disposiciones inusuales en la notación musical de sus partituras. En varias partes, la música se representa simbólicamente de una manera circular o espiral. 
Varias de sus obras, son musicalizaciones de textos de Federico García Lorca, entre las que destacan los Cuatro Libros de Madrigals que escribió a finales de los 60 y Ancient Voices of Children, un ciclo de canciones de 1970 para dos cantantes y conjunto instrumental pequeño (en la que incluye un piano de juguete). Muchos de sus trabajos vocales fueron escritos para la virtuosa cantante Jan de Gaetani. 
Ángeles negros (Black Angels) (1970) es otra obra que muestra el interés de Crumb por explorar una amplia gama de timbres. Escrito para cuarteto amplificado de cuerdas (designado "cuarteto de cuerdas eléctrico" por el compositor en su partitura, aunque los instrumentos solicitados sean acústicos), solicita a los ejecutantes que toquen además varios instrumentos de percusión y con el arco pequeños cubiletes así como tocar sus instrumentos de manera poco convencional. Es una de las obras más conocidas de Crumb, y ha sido grabada por el famoso Cuarteto Kronos. 
Otra de sus obras conocidas son los Cuatro Libros de Makrokosmos (1972-74). Los dos primeros libros son para piano solo, el tercero, conocido como Música para una Tarde de Verano, es para dos pianos y percusión, y el cuarto, Mecánicas celestiales, para piano a cuatro manos. El título se refiere a los seis libros de piezas para piano de Béla Bartók, Mikrokosmos, y, como la obra de Bartók, Makrokosmos es una serie de breves piezas de carácter. Además de Bartók, Claude Debussy es el otro compositor del que Crumb ha reconocido influencia en esta obra, aunque las técnicas empleadas por Crumb estén lejos de la empleada por los citados compositores: el piano preparado con la colocación de objetos sobre y entre las cuerdas, está amplificado, y en varias ocasiones se le pide al pianista cantar o gritar ciertas palabras durante la interpretación. Makrokosmos fue estrenado por David Burge, quien la grabó posteriormente. En España fue estrenada por el pianista Rubén Lorenzo. 
Sus obras son publicadas por la Corporación C. F. Peters.

## Obras

### Música instrumental solista y de cámara
- Two Duos (1944) para flauta y clarinete
- Four Pieces (1945) para violín y piano
- Sonata (1945) para piano
- Sonata (1949) para violín y piano
- Prelude and Toccata (1951) para piano
- String Trio (1952) para trío de cuerda
- Three Pastoral Pieces (1952) para oboe y piano
- Sonata (1953) para viola y piano
- String Quartet (1954) para cuarteto de cuerdas
- Sonata (1955) para violonchelo
- Five Pieces (1962) para piano
- Four Nocturnes (Night Music II) (1964) para violín y piano
- Eleven Echoes of Autumn (Echoes I) (1966) para violín, flauta, clarinete y piano
- Black Angels (Images I) (1970) para cuarteto de cuerdas electrificado
- Vox Balaenae (1971) para flauta electrificada, violonchelo electrificado y piano amplificado
- Makrokosmos, Volume I (1972) para piano amplificado
- Makrokosmos, Volume II (1973) para piano amplificado
- Music for a Summer Evening (Makrokosmos III) (1974) para dos pianos amplificados y percusión (dos ejecutantes)
- Dream Sequence (Images II)  (1976) para violín, violonchelo, piano, percusión (un ejecutante), y armónica de cristal (dos ejecutantes)
- Celestial Mechanics (Makrokosmos IV) (1979) para piano amplificado a cuatro manos
- A Little Suite for Christmas, A.D. 1979 (1980) para piano
- Gnomic Variations (1981) para piano
- Pastoral Drone (1982) para órgano
- Trio for Strings (1982) para trío de cuerda
- Processional (1983) para piano
- An Idyll for the Misbegotten (Images III) (1986) para flauta amplificada y percusión (tres ejecutantes)
- Zeitgeist (Tableaux Vivants) (1988) para dos pianos amplificados
- Easter Dawning (1991) para carillón
- Quest (1994) para guitarra, saxofón soprano, arpa, contrabajo y percusión (dos ejecutantes)
- Mundus Canis (1998) para guitarra y percusión
- Eine Kleine Mitternachtmusik (2002) para piano
- Otherworldly Resonances (2003) para dos pianos

### Música vocal
- Four Songs (1945) para voz, clarinete y piano
- Seven Songs (1946) para voz y piano
- Three Early Songs (1947) para voz y piano
- Alleluja (1948) para coro a capela
- A Cycle of Greek Lyrics (1950) para voz y piano
- Night Music I (1963, revisionado en 1976) para soprano, celesta, y doble percusión
- Madrigals, Books I (1965) para soprano, vibráfono y contrabajo
- Madrigals, Books II (1965) para soprano, octavín y percusión
- Songs, Drones, and Refrains of Death (1968) para barítono, guitarra eléctrica, bajo eléctrico, piano amplificado, clavecín eléctrico y dos percusionistas
- Night of the Four Moons (1969) para contralto, octavín, banjo, violonchelo eléctrico y percusión
- Madrigals, Books III (1969) para soprano, arpa y percusión
- Madrigals, Books IV (1969) para soprano, octavín, arpa, contrabajo y percusión
- Ancient Voices of Children (1970) para mezzosoprano, voz blanca, oboe, mandolina, arpa, piano amplificado, piano de juguete y percusión (tres ejecutores)
- Lux Aeterna (1971) para soprano, flauta dulce soprano, sitar y percusión (dos ejecutores)
- Star-Child (1977, revisionado en 1979) para soprano, voces blancas antifonales, coro masculino hablado, timbres y gran orquesta
- Apparition (1979) para soprano y piano amplificado
- The Sleeper (1984) para soprano y piano
- Federico's Little Songs for Children (1986) para soprano, octavín, flauta y arpa
- Unto the Hills (2001) para soprano, cuarteto de percusión y piano
- A Journey Beyond Time (2003) para soprano, cuarteto de percusión y piano
- River of Life (2003) para soprano, cuarteto de percusión y piano
- Winds of Destiny (2004) para soprano, cuarteto de percusión y piano

### Música orquestal
- Gethsemane (1947) para pequeña orquesta
- Diptych (1955) para orquesta
- Variazioni (1959) para gran orquesta
- Echoes of Time and the River (Echoes II) (1967) para orquesta
- A Haunted Landscape (1984) para orquesta

## Películas
George Crumb: The Voice of the Whale (1976).  Diretto e prodotto da Robert Mugge.  Interviste a cura di Richard Wernick.  New York, Rhapsody Films (1988).